# Panamericano (municipalité)
Pour les articles homonymes, voir Panamericano.
Panamericano est l'une des vingt-neuf municipalités de l'État de Táchira au Venezuela. Son chef-lieu est Coloncito. En 2011, la population s'élève à 32 180 habitants.

## Géographie

### Subdivisions
La municipalité est divisée en deux paroisses civiles avec, chacune à sa tête, une capitale (entre parenthèses) :
- La Palmita (La Palmita) ;
- Panamericano (Coloncito).